# Brentwood (borough)
Brentwood – dystrykt w hrabstwie Essex w Anglii. W 2011 roku dystrykt liczył 73 601 mieszkańców.

## Miasta
- Brentwood

## Inne miejscowości
Blackmore, Brook Street, Childerditch, Doddinghurst, East Horndon, Fryerning, Great Warley, Herongate, Heybridge, Hook End, Hutton Mount, Hutton, Ingatestone, Ingrave, Kelvedon Hatch, Mountnessing, Navestock, Pilgrims Hatch, Shenfield, Stondon Massey, Thorndon Hall, Warley, West Horndon, Wyatts Green.